# (1807) Slovakia

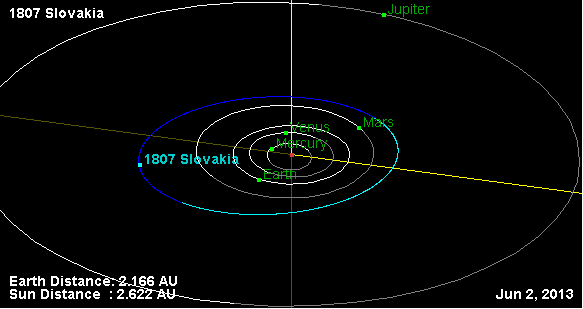
Obraz pokazujący położenie planetoidy w Układzie Słonecznym

(1807) Slovakia – planetoida z pasa głównego planetoid okrążająca Słońce w ciągu 3 lat i 118 dni w średniej odległości 2,23 au Została odkryta 20 sierpnia 1971 roku w Observatórium Skalnaté pleso przez Milana Antala. Nazwa planetoidy pochodzi od Słowacji, państwa w Europie Środkowej. Przed nadaniem nazwy planetoida nosiła oznaczenie tymczasowe (1807) 1971 QA.